# IC 536
IC 536 ist eine Spiralgalaxie vom Hubble-Typ Sab im Sternbild Löwe auf der Ekliptik. Sie ist schätzungsweise 362 Millionen Lichtjahre von der Milchstraße entfernt.
Das Objekt wurde am 28. März 1892 vom französischen Astronomen Stéphane Javelle entdeckt.